# Irische Badmintonmeisterschaft 2012
Die Irische Badmintonmeisterschaft 2012 fand vom 4. bis 5. zum Februar 2012 in Dublin statt.

## Austragungsort
- Dublin, Baldoyle Badminton Centre

## Finalergebnisse
| Disziplin    | Sieger                      | Finalist                      | Ergebnis            |
| ------------ | --------------------------- | ----------------------------- | ------------------- |
| Herreneinzel | Scott Evans                 | Stuart Lightbody              | 21-5, 21-10         |
| Dameneinzel  | Chloe Magee                 | Sinead Chambers               | 21-19, 21-9         |
| Herrendoppel | Sam Magee Ian Macbeth       | Tony Murphy Tony Stephenson   | 21-15, 22-20        |
| Damendoppel  | Sinead Chambers Jennie King | Fiona Glennon Pauline Glennon | 21-14, 20-22, 21-18 |
| Mixed        | Sam Magee Chloe Magee       | Daniel Magee Fiona Glennon    | 21-15, 21-14        |